# مغامرة الديجيمون: لعبتنا الحربية
مغامرة الديجيمون: لعتبنا الحربية! (باليابانية: ぼくらのウォーゲーム!، بالروماجي: Bokura no Wō Gēmu!) (بالإنجليزية: Our War Game)‏ هو الفيلم الثاني من سلسلة الديجيمون والمعروف باللغة العربيّة بأبطال الديجيتال، عُرض كجزء من معرض ربيع عام 2000 الذي أقامته توي أنيميشن، عُرض لأول مرة في 4 مارس 2000، قام بإخراج الفيلم المُخرج الياباني المعروف مامورو هوسودا.

## القصة

تايتشي وكوشيرو.

مرّت سبعة أشهر على المغامرة التي خاضها أبطال الديجيتال في العالم الرقميّ لأول مرّة، في يوم 4 مارس عام 2000 يكتشف كوشيرو (شادي) أن هناك فيروساً يغزو الإنترنت ويُخبر تايتشي (أمجد) بذلك، يُدعى هذا الفيروس دايبورومون، يقوم هذا الفيروس بالتلاعب بمؤشرات الإنترنت عبر العالم، ويقوم برفع الأسعار الإلكترونية في جميع أنحاء العالم، يُقرر تايتشي الاتصال بجميع الأولاد من أجل مُساندته، يتصل أولاً بشقيقته هيكاري (هند) وتعتذر عن ذلك لإنها كانت مشغولة في حفلة ميلاد إحدى صديقاتها، ثم يتصل بجو (زيّن) فلا يجد رداً بسبب انشغاله في الاختبار، ثم يتصل بميمي (ميّ)، ولا يجد رداً لأنها تقضي عُطلتها في هاواي، ثم يتصل بسورا (سمر) ولا ترد عليه، لإنها غاضبة عليه بسبب أن تايتشي قام بإهدائها ربطة شعر في عيد ميلادها، ما يعني بأن قبعة سورا لا تعجب تايتشي، ثم قام بالاتصال على ياماتو (يامن) وشقيقه تاكيرو (وسيم) فيكتشف أنهما يقضيا ليلتهما عند منزل جدتهما كينو في محافظة شيمانه، وعندما اتصل على منزل جدتهما قامت الجدة كينو بالرد على الهاتف، إلا أنها أغلقت الهاتف في وجه تايتشي عن طريق الخطأ، يُقرر تايتشي ترك رسالة لياماتو يٌخبره فيها بضرورة مُساندته في القضاء على دايبرومون، وبعد لحظات تطوّر دايبورمون شيئاً فشيئاً حتى أصبح في المُستوى الطفل، يطلب كوشيرو المُساعدة من جيناي (زاجل) والمُرافقين فيجد استجابة منهم، ويُقررا تايتشي وكوشيرو مُقاتلته بالاستعانة بمُرافقيهم، كان ياماتو في هذه اللحظات قد وصلته رسالة تايتشي واستطلع أنحاء المنطقة لإيجاد جهاز كمبيوتر من أجل مُساندة تايتشي، وجد ضالته في النهاية عند أحد الحلاقين، واستطاع التواصل مع الشادي، ليتدخل هو وشقيقه في المعركة، تطوّر دايبورومون إلى المُستوى البالغين ثم إلى المُستوى المثالي، وقام باستنساخ نفسه أكثر من 16 ألف مرة، اكتشف شادي أرقاماً غريبة عند ظهور دايبورومون، عرف أن هذه الأرقام تُشير إلى إطلاق أحد الصواريخ مما يعني وجوب القضاء على دايبورومون قبل انتهاء الوقت المُحدد وإلا فإن الصاروخ سينفجر وتحديداً في مدينتهم أودايبا، تطوّر مُرافقي تايتشي وياماتو إلى المُستوى الأقصى، ولكن العدد الكبير الذي واجهوهما كان كبيراً للغاية، أطلقت نُسخ الفيروس طلقاتٍ ناريّة باتجاه وار قريمون وميتال قارورومون (جلمود وسمهر) الذان فقدا جُزءً كبيراً من طاقتهما، يدخلان تايتشي وياماتو إلى الجهاز فيظرفٍ غريب ويُخاطبون مُرافقيهم لتشجيعهم، واستطاعا اتحاد مُرافقيهما ليُشكلا مخلوقاً قويّ جداً يٌدعى أومينيمون، استطاع أومينيمون القضاء على جميع نُسخ دايبورومون حتى آخر جزء من الثانية قبل انفجار الصاروخ.

## روابط خارجية
- مغامرة الديجيمون: لعبتنا الحربية على موقع IMDb (الإنجليزية)
- مغامرة الديجيمون: لعبتنا الحربية على موقع فيلمافينيتي (الإسبانية)
- مغامرة الديجيمون: لعبتنا الحربية على موقع قاعدة بيانات الفيلم (الإنجليزية)
- مغامرة الديجيمون: لعبتنا الحربية على موقع ليتربوكسد (الإنجليزية)
- مغامرة الديجيمون: لعبتنا الحربية على موقع كينوبويسك (الروسية)
- مغامرة الديجيمون: لعبتنا الحربية على موقع ANN anime (الإنجليزية)